# Giải thưởng Làn Sóng Xanh 2002

## 10 ca sĩ được yêu thích nhất
Không phân biệt thứ hạng.
| Tên ca sĩ     |
| ------------- |
| Cẩm Ly        |
| Đàm Vĩnh Hưng |
| Đan Trường    |
| Hồng Nhung    |
| Lam Trường    |
| Minh Thuận    |
| Mỹ Tâm        |
| Phương Thanh  |
| Quang Linh    |
| Thanh Thảo    |

## 10 nhạc sĩ có ca khúc được yêu thích nhất
Không phân biệt thứ hạng
| Tên nhạc sĩ     | Tên ca khúc            | Tên ca sĩ trình bày |
| --------------- | ---------------------- | ------------------- |
| Đức Trí         | "Nếu như"              | Phương Thanh        |
| Hoài An         | "Khung trời ngày xưa"  | Đan Trường & Cẩm Ly |
| Lê Quang        | "Lời ru tình"          | Đan Trường          |
| Minh Châu       | "Ánh sáng của đời tôi" | Lam Trường          |
| Nguyễn Nhất Huy | "Trái tim vô tình"     | Lâm Chí Khanh       |
| Nhật Trung      | "Góc phố rêu xanh"     | Đàm Vĩnh Hưng       |
| Phương Uyên     | "18 vào đời"           | Thanh Thảo          |
| Quốc An         | "Hát với dòng sông"    | Mỹ Tâm              |
| Quốc Trung      | "Ngày không mưa"       | Hồng Nhung          |
| Tuấn Nghĩa      | "Mưa"                  | Tuấn Hưng           |

## Các giải thưởng khác
| Tên giải thưởng                                | Chủ nhân giải thưởng     |
| ---------------------------------------------- | ------------------------ |
| Ca sĩ triển vọng                               | • Tuấn Hưng • Đoan Trang |
| Nhạc sĩ hòa âm được yêu thích nhất             | Hoài Sa                  |
| Phòng thu có nhiều ca Khúc được yêu thích nhất | Viết Tân Studio          |